# Le Mans Series 2011
Ósmy sezon Le Mans Series rozpoczął się 3 kwietnia w Le Castellet, a zakończył się 25 września w Estoril, Stanach Zjednoczonych. Tytuł zdobył zespół Rebellion Racing. Seria miała wspólne wyścigi z Intercontinental Le Mans Cup w Spa, Imola i na Silverstone.

## Wyniki
| Runda | Tor         | Data        | LMP1 Zwycięski zespół                             | LMP2 Zwycięski zespół                        | FLM Zwycięski zespół                        | GTE Pro Zwycięski zespół             | GTE Am Zwycięski zespół                                  | Wyniki |
| Runda | Tor         | Data        | LMP1 Zwycięzcy                                    | LMP2 Zwycięzcy                               | FLM Zwycięzcy                               | GTE Pro Zwycięzcy                    | GTE Am Zwycięzcy                                         | Wyniki |
| ----- | ----------- | ----------- | ------------------------------------------------- | -------------------------------------------- | ------------------------------------------- | ------------------------------------ | -------------------------------------------------------- | ------ |
| 1     | Paul Ricard | 3 kwietnia  | Pescarolo Team                                    | Greaves Motorsport                           | Pegasus Racing                              | JMW Motorsport                       | Team Felbermayr-Proton                                   | Wyniki |
| 1     | Paul Ricard | 3 kwietnia  | Emmanuel Collard Christophe Tinseau Julien Jousse | Gary Chalandon Karim Ojjeh Tom Kimber-Smith  | Mirco Schultis Patrick Simon Julien Schell  | Robert Bell James Walker             | Horst Felbermayr Sr. Horst Felbermayr Jr. Christian Ried | Wyniki |
| 2     | Spa         | 7 maja      | Peugeot Sport Total                               | TDS Racing                                   | Pegasus Racing                              | AF Corse                             | IMSA Performance Matmut                                  | Wyniki |
| 2     | Spa         | 7 maja      | Alexander Wurz Anthony Davidson Marc Gené         | Mathias Beche Pierre Thiriet Jody Firth      | Mirco Schultis Patrick Simon Julien Schell  | Giancarlo Fisichella Gianmaria Bruni | Raymond Narac Nicolas Armindo                            | Wyniki |
| 3     | Imola       | 3 lipca     | Peugeot Sport Total                               | Greaves Motorsport                           | JMB Racing                                  | AF Corse                             | IMSA Performance Matmut                                  | Wyniki |
| 3     | Imola       | 3 lipca     | Sébastien Bourdais Anthony Davidson               | Olivier Lombard Karim Ojjeh Tom Kimber-Smith | Chapman Ducote Kyle Marcelli Nicolas Marroc | Jaime Melo Toni Vilander             | Nicolas Armindo Raymond Narac                            | Wyniki |
| 4     | Silverstone | 11 września | Peugeot Sport Total                               | Greaves Motorsport                           | Pegasus Racing                              | AF Corse                             | IMSA Performance Matmut                                  | Wyniki |
| 4     | Silverstone | 11 września | Sébastien Bourdais Simon Pagenaud                 | Olivier Lombard Karim Ojjeh Tom Kimber-Smith | Mirco Schultis Patrick Simon Julien Schell  | Giancarlo Fisichella Gianmaria Bruni | Nicolas Armindo Raymond Narac                            | Wyniki |
| 5     | Estoril     | 25 września | Pescarolo Team                                    | TDS Racing                                   | Pegasus Racing                              | JMW Motorsport                       | IMSA Performance Matmut                                  | Wyniki |
| 5     | Estoril     | 25 września | Emmanuel Collard Christophe Tinseau Julien Jousse | Mathias Beche Pierre Thiriet Jody Firth      | Mirco Schultis Patrick Simon Julien Schell  | Robert Bell James Walker             | Nicolas Armindo Raymond Narac                            | Wyniki |

## Klasyfikacje generalne
| Legenda oznaczeń w tabelach wyników Wyświetl szablon na nowej stronie | Legenda oznaczeń w tabelach wyników Wyświetl szablon na nowej stronie                                                                     |
| Oznaczenie                                                            | Wyjaśnienie |
| --------------------------------------------------------------------- | --- |
| Złoty                                                                 | Zwycięzca lub mistrzostwo |
| Srebrny                                                               | 2. miejsce lub wicemistrzostwo |
| Brązowy                                                               | 3. miejsce lub II wicemistrzostwo |
| Zielony                                                               | Ukończył, punktował (w klasyfikacji generalnej, gdy zdobył co najmniej jeden punkt na przestrzeni sezonu, poza trzema powyższymi opcjami) |
| Niebieski                                                             | Ukończył, nie punktował (w klasyfikacji generalnej, gdy nie zdobył co najmniej jednego punktu na przestrzeni sezonu)                      |
| Czerwony                                                              | Nie zakwalifikował się (NZ) |
| Czerwony                                                              | Nie prekwalifikował się (NPK) |
| Różowy                                                                | Nie ukończył (NU) |
| Różowy                                                                | Niesklasyfikowany (NS) (w klasyfikacji generalnej, gdy nie został sklasyfikowany w żadnym wyścigu sezonu)                                 |
| Czarny                                                                | Zdyskwalifikowany (DK) |
| Czarny                                                                | Wykluczony (WYK/EX) |
| Biały                                                                 | Nie wystartował (NW) |
| Biały                                                                 | Kontuzjowany (K/INJ) |
| Biały                                                                 | Wyścig odwołany (OD/C) |
| Bez koloru                                                            | Został wycofany (WYC/WD) |
| Bez koloru                                                            | Nie przybył (NP/DNA) |
| Bez koloru                                                            | Nie brał udziału w treningach (NT/DNP) |
| Bez koloru                                                            | Nie został zgłoszony (–) |
| Pogrubienie                                                           | Start z pole position |
| Kursywa                                                               | Najszybsze okrążenie wyścigu |
| †                                                                     | Nie ukończył, ale jego rezultat został zaliczony ze względu na przejechanie więcej niż 90% dystansu wyścigu.                              |
| *                                                                     | Sezon w trakcie |
| 1/2/3                                                                 | Punktowana pozycja w sprincie kwalifikacyjnym                                                                                             |
| Lista systemów punktacji Formuły 1                                    | |

### Klasyfikacja LMP1
| Poz. | Zespół           | CAS | SPA | IMO | SIL | EST | Punkty |
| ---- | ---------------- | --- | --- | --- | --- | --- | ------ |
| 1    | Rebellion Racing | 14  | 6   | 8   | 9   | 14  | 51     |
| 2    | Pescarolo Team   | 15  | 7   | 6   | 7   | 15  | 50     |
| 3    | Quifel-ASM Team  | 9   | 0   |     |     |     | 9      |
| 4    | MIK Corse        |     | 2   | 0   |     |     | 2      |

### Klasyfikacja LMP2
| Poz. | Zespół                  | CAS | SPA | IMO | SIL | EST | Punkty |
| ---- | ----------------------- | --- | --- | --- | --- | --- | ------ |
| 1    | Greaves Motorsport      | 15  | 5   | 15  | 15  | 14  | 64     |
| 2    | Strakka Racing          | 11  | 12  | 7   | 6   | 7   | 43     |
| 3    | TDS Racing              | 1   | 15  | 7   | 0   | 15  | 38     |
| 4    | Boutsen Energy Racing   | 9   | 13  | 3   | 11  | 0   | 36     |
| 5    | Race Performance        | 7   | 6   | 0   | 13  | 9   | 35     |
| 6    | RLR msport              | 8   | 9   | 0   | 8   | 8   | 33     |
| 7    | Extrême Limite AM Paris | 5   | 4   | 5   |     | 11  | 25     |
| 8    | Pecom Racing            | 13  | 0   | 9   | 0   | 0   | 22     |
| 9    | RML                     | 6   | 0   | 2   | 9   |     | 17     |
| Poz. | Zespół                  | CAS | SPA | IMO | SIL | EST | Punkty |

### Klasyfikacja FLM
| Poz. | Zespół                 | CAS | SPA | IMO | SIL | EST | Punkty |
| ---- | ---------------------- | --- | --- | --- | --- | --- | ------ |
| 1    | Pegasus Racing         | 15  | 15  | 13  | 15  | 15  | 73     |
| 2    | JMB Racing             | 9   | 9   | 16  | 11  | 13  | 58     |
| 3    | Genoa Racing           | 13  | 13  | 9   | 13  |     | 48     |
| 4    | Neil Garner Motorsport | 11  | 12  |     | 10  | 12  | 45     |
| 5    | Hope Polevision Racing | 1   | 0   | 11  |     |     | 12     |
| Poz. | Zespół                 | CAS | SPA | IMO | SIL | EST | Punkty |

### Klasyfikacja GTE Pro
| Poz. | Zespół                  | CAS | SPA  | IMO  | SIL  | EST  | Punkty |
| ---- | ----------------------- | --- | ---- | ---- | ---- | ---- | ------ |
| 1    | AF Corse                | 14  | (16) | (16) | 15   | 0    | 61     |
| 2    | JMW Motorsport          | 15  | (7)  | 0    | (6)  | (18) | 46     |
| 3    | Team Felbermayr-Proton  | 0   | (6)  | (10) | (13) | (15) | 44     |
| 4    | Hankook Team Farnbacher | 11  | (14) | 0    | (7)  | 0    | 32     |
| 5    | IMSA Performance Matmut | 0   | 0    | 8    | (7)  | (12) | 27     |
| 6    | Prospeed Competition    | 0   | 7    | (8)  | (10) | 0    | 25     |
| 7    | Jota                    | 0   | 8    | 6    | 2    | 8    | 24     |
| Poz. | Zespół                  | CAS | SPA  | IMO  | SIL  | EST  | Punkty |

### Klasyfikacja GTE Am
| Poz. | Zespół                  | CAS  | SPA  | IMO | SIL  | EST  | Punkty |
| ---- | ----------------------- | ---- | ---- | --- | ---- | ---- | ------ |
| 1    | IMSA Performance Matmut | (9)  | (17) | 15  | (17) | (17) | 75     |
| 2    | AF Corse                | (14) | (14) | 11  | (9)  | (10) | 58     |
| 3    | Team Felbermayr-Proton  | 15   | (9)  | 0   | (8)  | (12) | 44     |
| 4    | CRS Racing              | 9    | 0    | (9) | (5)  | 13   | 36     |
| Poz. | Zespół                  | CAS  | SPA  | IMO | SIL  | EST  | Punkty |

## Mistrzostwa kierowców

### Klasyfikacja LMP1
| Poz. | Kierowca                 | Zespół           | CAS | SPA | IMO | SIL | EST | Punktów |
| ---- | ------------------------ | ---------------- | --- | --- | --- | --- | --- | ------- |
| 1=   | Emmanuel Collard         | Pescarolo Team   | 15  | 7   | 6   | 7   | 15  | 50      |
| 1=   | Julien Jousse            | Pescarolo Team   | 15  | 7   | 6   | 7   | 15  | 50      |
| 2=   | Andrea Belicchi          | Rebellion Racing | 13  | 4   | 8   | 9   | 13  | 47      |
| 2=   | Jean-Christophe Boullion | Rebellion Racing | 13  | 4   | 8   | 9   | 13  | 47      |
| 3=   | Neel Jani                | Rebellion Racing | 12  | 6   | 7   | 0   | 12  | 37      |
| 3=   | Nicolas Prost            | Rebellion Racing | 12  | 6   | 7   | 0   | 12  | 37      |
| 4    | Christophe Tinseau       | Pescarolo Team   | 15  | 7   | 6   | 7   | 0   | 35      |
| 5=   | Miguel Amaral            | Quifel ASM Team  | 9   | 0   |     |     |     | 9       |
| 5=   | Olivier Pla              | Quifel ASM Team  | 9   | 0   |     |     |     | 9       |
| 6=   | Ferdinando Geri          | MIK Corse        |     | 2   | 0   |     |     | 2       |
| 6=   | Giacomo Piccini          | MIK Corse        |     | 2   | 0   |     |     | 2       |
| 6=   | Máximo Cortés            | MIK Corse        |     | 2   | 0   |     |     | 2       |
| Poz. | Kierowca                 | Zespół           | CAS | SPA | IMO | SIL | EST | Punktów |

### Klasyfikacja LMP2
| Poz. | Kierowca                | Zespół                                   | CAS | SPA | IMO | SIL | EST | Punktów |
| ---- | ----------------------- | ---------------------------------------- | --- | --- | --- | --- | --- | ------- |
| 1=   | Karim Ojjeh             | Greaves Motorsport                       | 15  | 5   | 15  | 15  | 14  | 64      |
| 1=   | Tom Kimber-Smith        | Greaves Motorsport                       | 15  | 5   | 15  | 15  | 14  | 64      |
| 2    | Olivier Lombard         | Greaves Motorsport                       |     |     | 15  | 15  | 14  | 44      |
| 3=   | Danny Watts             | Strakka Racing                           | 11  | 12  | 7   | 6   | 7   | 43      |
| 3=   | Jonny Kane              | Strakka Racing                           | 11  | 12  | 7   | 6   | 7   | 43      |
| 3=   | Nick Leventis           | Strakka Racing                           | 11  | 12  | 7   | 6   | 7   | 43      |
| 4=   | Jody Firth              | TDS Racing                               | 1   | 15  | 7   | 0   | 15  | 38      |
| 4=   | Mathias Beche           | TDS Racing                               | 1   | 15  | 7   | 0   | 15  | 38      |
| 4=   | Pierre Thiriet          | TDS Racing                               | 1   | 15  | 7   | 0   | 15  | 38      |
| 5    | Dominik Kraihamer       | Boutsen Energy Racing                    | 9   | 13  | 3   | 11  | 0   | 36      |
| 6=   | Michel Frey             | Race Performance                         | 7   | 6   | 0   | 13  | 9   | 35      |
| 6=   | Ralph Meichtry          | Race Performance                         | 7   | 6   | 0   | 13  | 9   | 35      |
| 7=   | Barry Gates             | RLR msport                               | 8   | 9   | 0   | 8   | 8   | 33      |
| 7=   | Rob Garofall            | RLR msport                               | 8   | 9   | 0   | 8   | 8   | 33      |
| 8    | Nicolas de Crem         | Boutsen Energy Racing                    | 9   | 13  | 3   |     |     | 25      |
| 9    | Fabien Rosier           | Extrême Limite AM Paris                  | 5   | 4   | 5   |     | 11  | 25      |
| 10=  | Luís Pérez Companc      | Pecom Racing                             | 13  | 0   | 9   | 0   | 0   | 22      |
| 10=  | Matías Russo            | Pecom Racing                             | 13  | 0   | 9   | 0   | 0   | 22      |
| 10=  | Pierre Kaffer           | Pecom Racing                             | 13  | 0   | 9   | 0   | 0   | 22      |
| 11   | Gary Chalandon          | Greaves Motorsport                       | 15  | 5   |     |     |     | 20      |
| 12   | Marc Rostan             | Race Performance                         |     | 6   | 0   | 13  |     | 19      |
| 13   | Thor-Christian Ebbesvik | Race Performance / Boutsen Energy Racing | 7   |     |     | 11  | 0   | 18      |
| 14   | Simon Phillips          | RLR msport                               | 8   | 9   | 0   |     |     | 17      |
| 15=  | Ben Collins             | RML                                      | 6   | 0   | 2   | 9   |     | 17      |
| 15=  | Mike Newton             | RML                                      | 6   | 0   | 2   | 9   |     | 17      |
| 15=  | Thomas Erdos            | RML                                      | 6   | 0   | 2   | 9   |     | 17      |
| 16   | Warren Hughes           | RLR msport                               |     |     |     | 8   | 8   | 16      |
| 17   | Maurice Basso           | Extrême Limite AM Paris                  | 5   | 4   | 5   |     |     | 14      |
| 18=  | Manuel Mello-Breyner    | Extrême Limite AM Paris                  |     |     |     |     | 11  | 11      |
| 18=  | Pedro Mello-Breyner     | Extrême Limite AM Paris                  |     |     |     |     | 11  | 11      |
| 19   | Jonathan Hirschi        | Race Performance                         |     |     |     |     | 9   | 9       |
| 20   | Jean-Marc Luco          | Extrême Limite AM Paris                  | 5   | 4   |     |     |     | 9       |
| Poz. | Kierowca                | Zespół                                   | CAS | SPA | IMO | SIL | EST | Punktów |

### Klasyfikacja FLM
| Poz. | Kierowca          | Zespół                 | CAS | SPA | IMO | SIL | EST | Punktów |
| ---- | ----------------- | ---------------------- | --- | --- | --- | --- | --- | ------- |
| 1=   | Julien Schell     | Pegasus Racing         | 15  | 15  | 13  | 15  | 15  | 73      |
| 1=   | Mirco Schultis    | Pegasus Racing         | 15  | 15  | 13  | 15  | 15  | 73      |
| 1=   | Patrick Simon     | Pegasus Racing         | 15  | 15  | 13  | 15  | 15  | 73      |
| 2    | John Hartshorne   | Neil Garner Motorsport | 11  | 12  |     | 10  | 12  | 45      |
| 3=   | Christian Zugel   | Genoa Racing           | 13  | 13  | 9   |     |     | 35      |
| 3=   | Elton Julian      | Genoa Racing           | 13  | 13  | 9   |     |     | 35      |
| 3=   | Jens Petersen     | Genoa Racing           | 13  | 13  | 9   |     |     | 35      |
| 4=   | Phil Keen         | Neil Garner Motorsport | 11  | 12  |     | 10  |     | 33      |
| 4=   | Steve Keating     | Neil Garner Motorsport | 11  | 12  |     | 10  |     | 33      |
| 5    | Nicolas Marroc    | Hope Polevision Racing | 1   | 0   |     |     |     | 30      |
| 5    | Nicolas Marroc    | JMB Racing             |     |     | 16  |     | 13  | 30      |
| 6=   | Chapman Ducote    | JMB Racing             |     |     | 16  | 11  |     | 27      |
| 6=   | Kyle Marcelli     | JMB Racing             |     |     | 16  | 11  |     | 27      |
| 7    | Luca Moro         | Hope Polevision Racing | 1   | 0   | 11  |     |     | 23      |
| 7    | Luca Moro         | JMB Racing             |     |     |     | 11  |     | 23      |
| 8    | Tor Graves        | Hope Polevision Racing |     |     | 11  |     |     | 23      |
| 8    | Tor Graves        | Neil Garner Motorsport |     |     |     |     | 12  | 23      |
| 9    | Jean-Marc Menahem | JMB Racing             | 9   | 9   |     |     |     | 18      |
| 10=  | Aldous Mitchell   | Genoa Racing           |     |     |     | 13  |     | 13      |
| 10=  | Bassam Kronfli    | Genoa Racing           |     |     |     | 13  |     | 13      |
| 10=  | Jordan Grogor     | Genoa Racing           |     |     |     | 13  |     | 13      |
| 11   | Peter Kutemann    | JMB Racing             |     |     |     |     | 13  | 13      |
| 12   | Zhang Shan Qi     | Hope Polevision Racing | 1   | 0   | 11  |     |     | 12      |
| 13   | Alex Kapadia      | Neil Garner Motorsport |     |     |     |     | 12  | 12      |
| 14=  | Manuel Rodrigues  | JMB Racing             | 9   | 0   |     |     |     | 9       |
| 14=  | Nicolas Misslin   | JMB Racing             | 9   |     |     |     |     | 9       |
| 15   | Olivier Lombard   | JMB Racing             |     | 9   |     |     |     | 9       |
| Poz. | Kierowca          | Zespół                 | CAS | SPA | IMO | SIL | EST | Punktów |

### Klasyfikacja LM GTE Pro
| Poz. | Kierowca             | Zespół                  | CAS | SPA  | IMO  | SIL  | EST  | Punktów |
| ---- | -------------------- | ----------------------- | --- | ---- | ---- | ---- | ---- | ------- |
| 1=   | Giancarlo Fisichella | AF Corse                | 14  | (16) | (15) | 15   | 0    | 60      |
| 1=   | Gianmaria Bruni      | AF Corse                | 14  | (16) | (15) | 15   | 0    | 60      |
| 2=   | James Walker         | JMW Motorsport          | 15  | (7)  | 0    | (6)  | (18) | 46      |
| 2=   | Robert Bell          | JMW Motorsport          | 15  | (7)  | 0    | (6)  | (18) | 46      |
| 3=   | Marc Lieb            | Team Felbermayr-Proton  | 0   | (6)  | (10) | (13) | (15) | 44      |
| 3=   | Richard Lietz        | Team Felbermayr-Proton  | 0   | (6)  | (10) | (13) | (15) | 44      |
| 4=   | Jaime Melo           | AF Corse                | 9   | 0    | (16) | 1    | (11) | 37      |
| 4=   | Toni Vilander        | AF Corse                | 9   | 0    | (16) | 1    | (11) | 37      |
| 5=   | Allan Simonsen       | Hankook Team Farnbacher | 11  | (14) | 0    | (7)  | 0    | 32      |
| 5=   | Dominik Farnbacher   | Hankook Team Farnbacher | 11  | (14) | 0    | (7)  | 0    | 32      |
| 6=   | Patrick Pilet        | IMSA Performance Matmut | 0   | 0    | 8    | (7)  | (12) | 27      |
| 6=   | Wolf Henzler         | IMSA Performance Matmut | 0   | 0    | 8    | (7)  | (12) | 27      |
| 7=   | Marc Goossens        | ProSpeed Competition    | 0   | 7    | (8)  | (10) | 0    | 25      |
| 7=   | Marco Holzer         | ProSpeed Competition    | 0   | 7    | (8)  | (10) | 0    | 25      |
| 8=   | Sam Hancock          | Jota Sport AMR          | 0   | 8    | 6    | 2    | 8    | 24      |
| 8=   | Simon Dolan          | Jota Sport AMR          | 0   | 8    | 6    | 2    | 8    | 24      |
| 9    | Chris Buncombe       | Jota Sport AMR          |     |      |      | 2    |      | 2       |
| Poz. | Kierowca             | Zespół                  | CAS | SPA  | IMO  | SIL  | EST  | Punktów |

### Klasyfikacja LM GTE Am
| Poz. | Kierowca               | Zespół                  | CAS  | SPA  | IMO | SIL  | EST  | Punktów |
| ---- | ---------------------- | ----------------------- | ---- | ---- | --- | ---- | ---- | ------- |
| 1=   | Nicolas Armindo        | IMSA Performance Matmut | (9)  | (17) | 15  | (17) | (17) | 75      |
| 1=   | Raymond Narac          | IMSA Performance Matmut | (9)  | (17) | 15  | (17) | (17) | 75      |
| 2=   | Marco Cioci            | AF Corse                | (14) | (14) | 11  | (9)  | (10) | 58      |
| 2=   | Piergiuseppe Perazzini | AF Corse                | (14) | (14) | 11  | (9)  | (10) | 58      |
| 2=   | Stéphane Lémeret       | AF Corse                | (14) | (14) | 11  | (9)  | (10) | 58      |
| 3    | Horst Felbermayr Jr.   | Team Felbermayr-Proton  | 15   | (9)  | 0   | (8)  | (12) | 44      |
| 4=   | Adam Christodoulou     | CRS Racing              | 9    | 0    | (9) | (5)  | 13   | 36      |
| 4=   | Phil Quaife            | CRS Racing              | 9    | 0    | (9) | (5)  | 13   | 36      |
| 5    | Christian Ried         | Team Felbermayr-Proton  | 15   |      | 0   | (8)  | (12) | 35      |
| 6    | Klaas Hummel           | CRS Racing              | 9    | 0    | 0   |      | 0    | 9       |
| 7    | Bryce Miller           | Team Felbermayr-Proton  |      | (9)  |     |      |      | 9       |
| 8    | Horst Felbermayr Sr.   | Team Felbermayr-Proton  | 0    |      |     |      |      | 0       |
| Poz. | Kierowca               | Zespół                  | CAS  | SPA  | IMO | SIL  | EST  | Punktów |